# 아주부 (기업)
아주부(Azubu)는 독일 베를린에 본부를 두고 있는 전문 게임 미디어 그룹이다. 2017년 히트박스에 합병되어 스매쉬캐스트 (Smashcast)라는 이름으로 변경됐다.

## 개요
아주부는 독일의 미디어 그룹이다. 아주부 그룹의 CEO는 사이러스 파나히자디(Cyrus Panahizadi)이며, 한국 본부장은 박인성이다. 아주부는 베를린에 본부를 두고 서울에 지사를 두고 있으며, LA에도 새롭게 지사를 창설하려 하고 있다.

## 기업의 업무
게이머들을 위한 소셜 네트워크 서비스를 제공한다. 리그 오브 레전드, 디아블로3, 길드워2에 대한 소셜사이트를 운영중이다. 그 외에도 프로게임단을 운영하고 있다. 프로게임단의 종목은 리그 오브 레전드, 스타크래프트2, 길드워2이다.  리그 오브 레전드 대회인  Azubu LOL the Champions를 후원했다.  아주부는 이렇게 한국 및 기타 글로벌 시장에서의 리그를 지원하고, 여기에서 발생하는 미디어 컨텐츠를 유럽 게이머에게 판매하여 수익을 창출하고 있다.

## 유령회사 설
대한민국에 아주부라는 회사의 이름이 알려져 있지 않았던 탓에 DC인사이드 리그 오브 레전드 갤러리, 리그 오브 레전드 인벤을 중심으로 아주부 유령회사 설이 발생한 적이 있었다.
주요 의혹으로서 제시된 것은 아주부 사이트가 한국에서 만들어진 것, 게임북코리아라는 회사와 동일회사라는 설 등이 있었다.
하지만 박인성 아주부 한국본부장의 해명인터뷰와 리그오브레전드 더 챔피언스 서머 2012 결승전에 아주부의 최고경영진들이 참석하여 유령회사설은 부정되었다.
후에, 다시 아주부와 김석기에 대한 관계가 보도되었다.